# Vicepresidente de los Estados Unidos
El vicepresidente de los Estados Unidos  (en inglés: Vice President of the United States; acrónimo: VPOTUS o VP) es la persona con el segundo puesto más alto en la rama ejecutiva del Gobierno, después del presidente de los Estados Unidos. El vicepresidente ejerce la presidencia de forma definitiva cuando el presidente muere, renuncia o es apartado de su cargo por un enjuiciamiento. Ocho vicepresidentes han asumido la Presidencia a causa de la muerte del presidente, y uno —Gerald Ford— a causa de la renuncia. John C. Calhoun y Spiro Agnew han sido los únicos vicepresidentes que han renunciado a su cargo. El actual vicepresidente es James David Vance.
Además, el vicepresidente actúa como presidente ex officio del Senado de los Estados Unidos, pero no tiene derecho de voto excepto para resolver empates, como lo prescribe el Artículo I de la Constitución de los Estados Unidos; en su ausencia, dirige las sesiones el presidente pro tempore. Desde 1974, el vicepresidente y su familia han residido en Number One Observatory Circle, en el Observatorio Naval de los Estados Unidos, en Washington D. C.

## Requisitos constitucionales
Es necesario que el vicepresidente cumpla con los mismos requisitos constitucionales que el presidente para ocupar el cargo: es decir, el vicepresidente debe ser un ciudadano nativo de los Estados Unidos, tener al menos treinta y cinco años de edad y haber residido en los Estados Unidos por lo menos catorce años.

## El papel del vicepresidente
El vicepresidente, cuando no actúa como presidente del Senado, es el portavoz para la política de la Administración y el consejero del presidente. Normalmente, los candidatos presidenciales que están en ventaja eligen sus compañeros de candidatura durante la convención del partido. Es común que los candidatos elijan un vicepresidente que sea de otra parte del país o que pertenezca a otra facción del partido, a fin de ganar el apoyo de esos dos sectores.

#### Exvicepresidentes vivos
Actualmente hay seis exvicepresidentes de los Estados Unidos vivos. El exvicepresidente más reciente en fallecer fue Walter Mondale (1977-1981) el 19 de abril de 2021 a los 93 años. Los exvicepresidentes vivos, en orden de servicio, son:

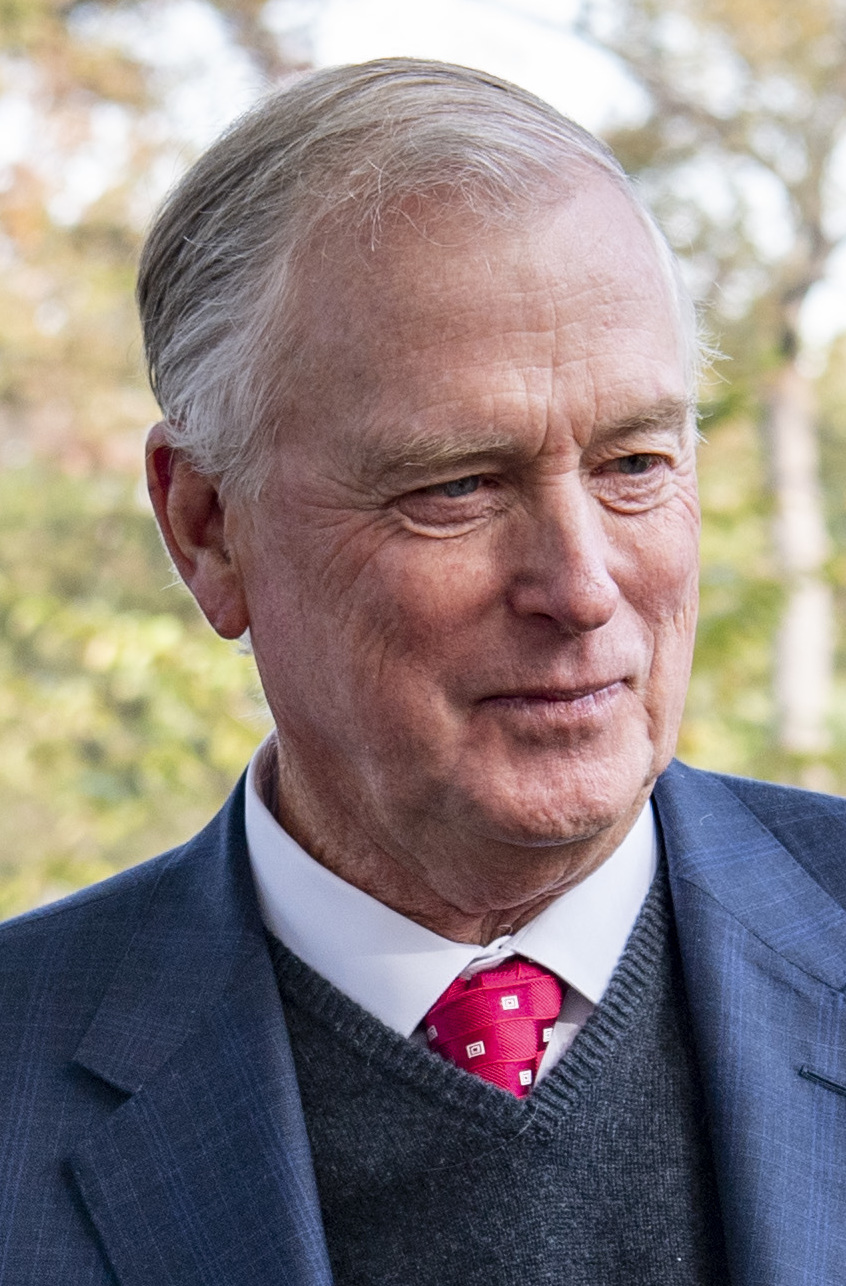
Dan Quayle 44.º (1989-1993) 4 de febrero de 1947 (78 años)
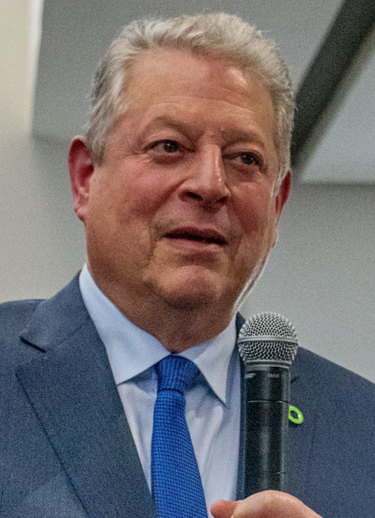
Al Gore 45.º (1993-2001) 31 de marzo de 1948 (77 años)
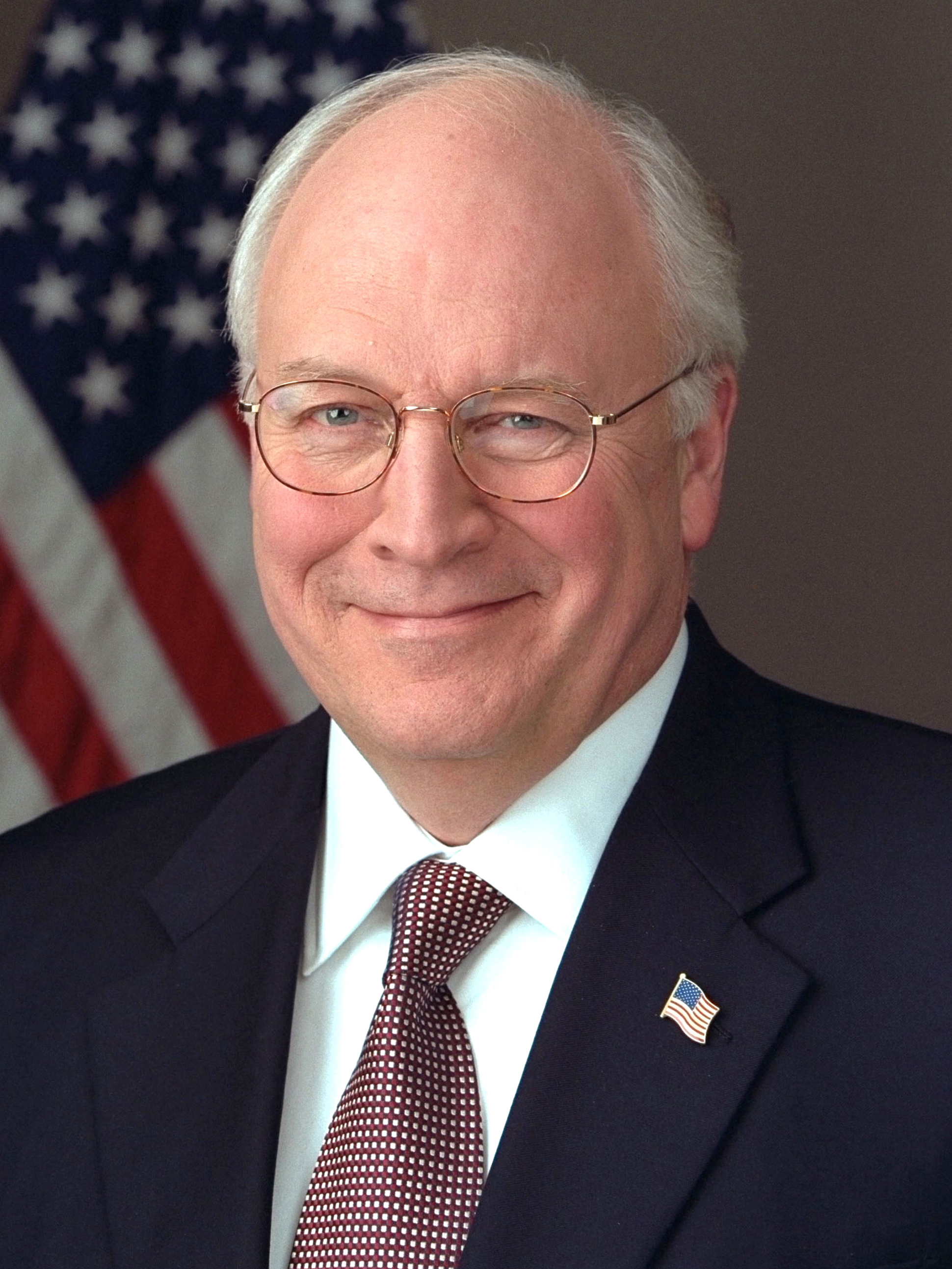
Dick Cheney 46.º (2001-2009) 30 de enero de 1941 (84 años)
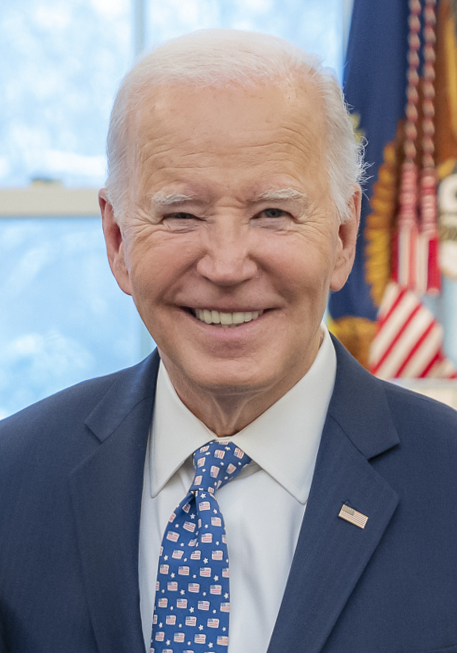
Joe Biden 47.º (2009-2017) 20 de noviembre de 1942 (82 años)
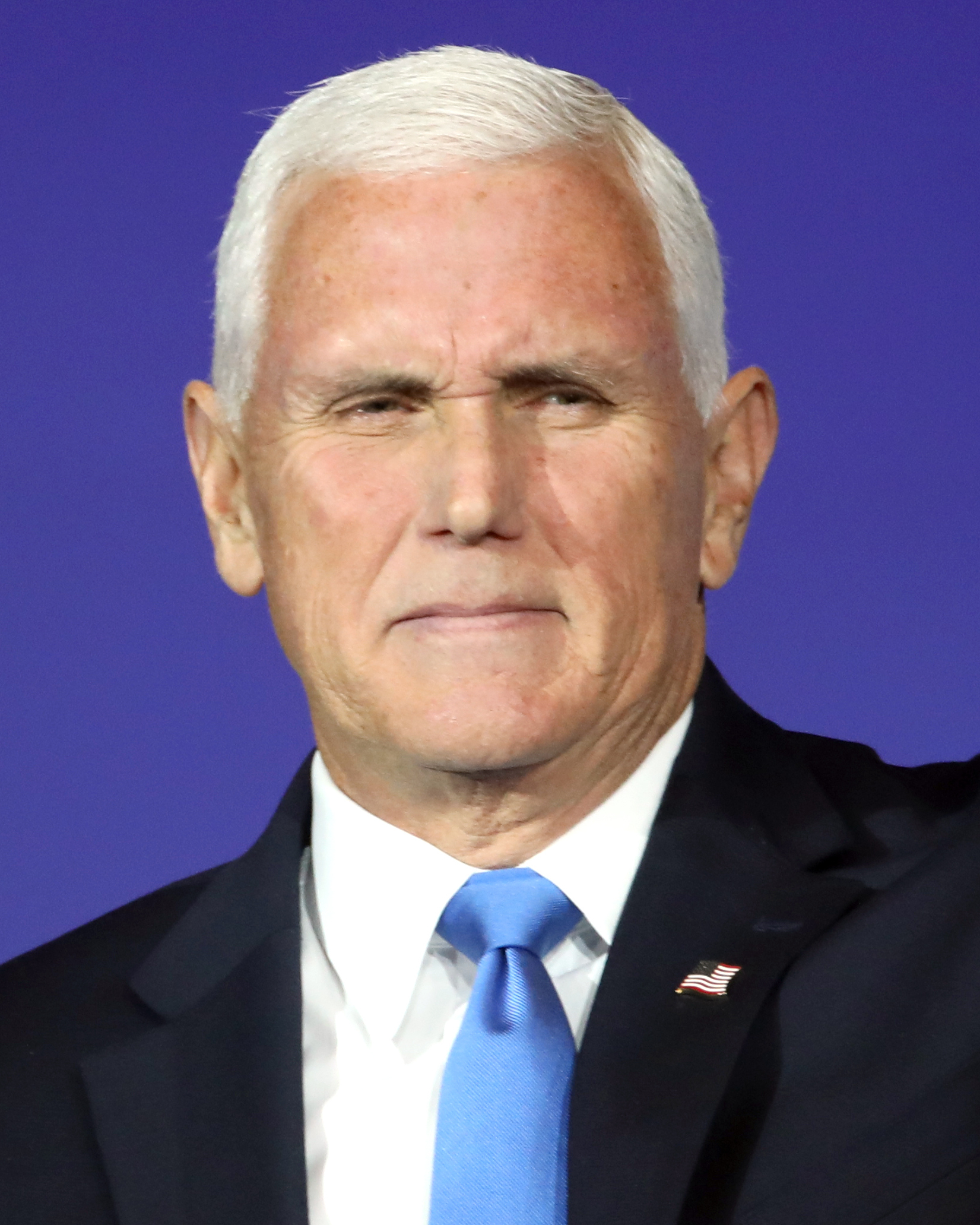
Mike Pence 48.º (2017-2021) 7 de junio de 1959 (66 años)
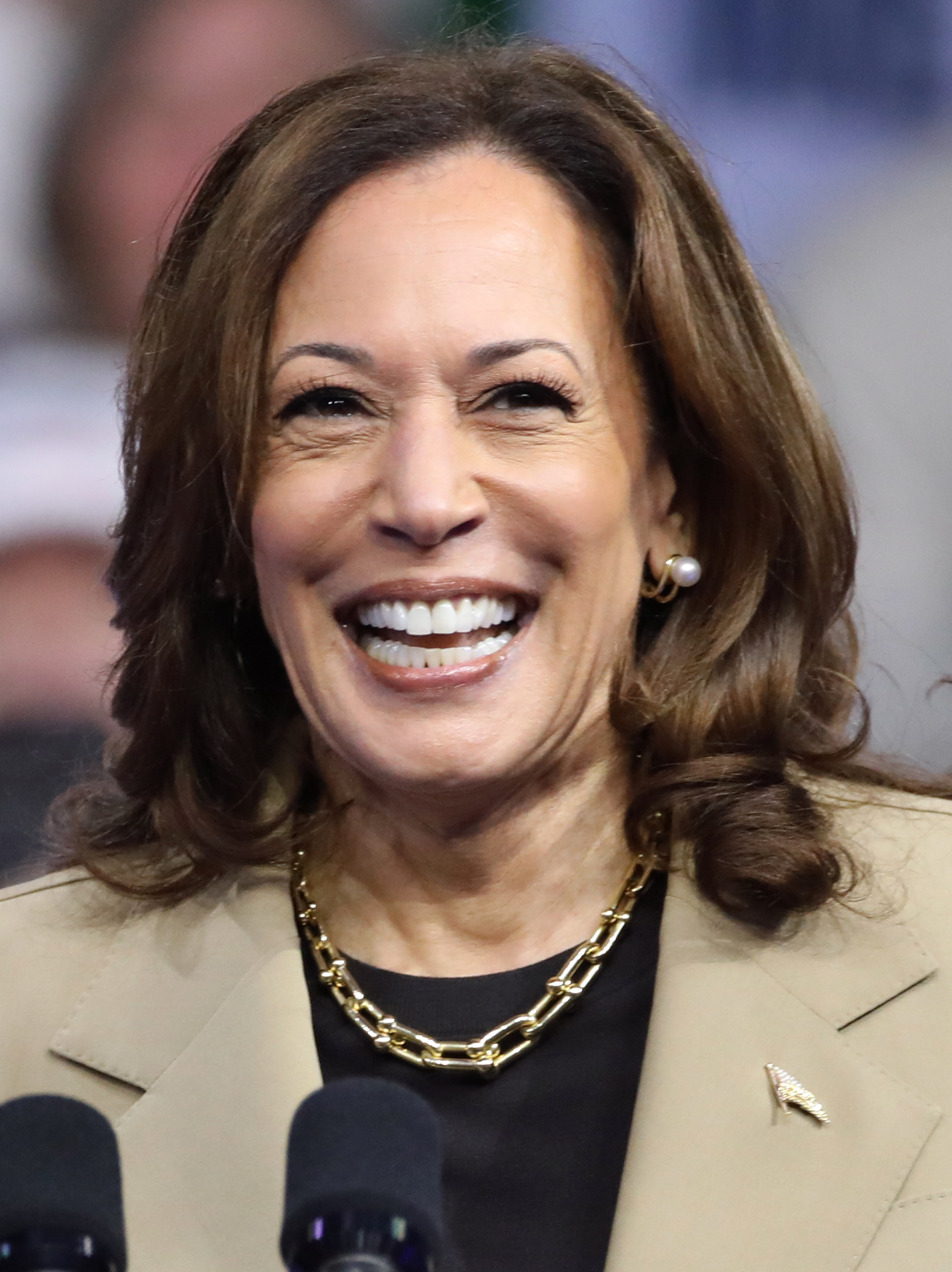
Kamala Harris 49.º (2021-2025) 20 de octubre de 1964 (60 años)